# Catende
Catende est une municipalité brésilienne située dans l'État du Pernambouc.